# Maxillariella yucatanensis
Maxillariella yucatanensis là một loài thực vật có hoa trong họ Lan. Loài này được (Carnevali & R.Jiménez) M.A.Blanco & Carnevali mô tả khoa học đầu tiên năm 2007.